# Kimberly Birrell
Kimberly Birrell (Düsseldorf, Alemania, 29 de abril de 1998) es una jugadora de tenis australiana.
Su mejor clasificación en la WTA fue como número 99 del mundo, que llegó el 6 de enero de 2025. En dobles alcanzó a ser la número 162 del mundo, que llegó el 9 de septiembre de 2024. Hasta la fecha, ha ganado un título en individuales y otro en dobles en el ITF tour.
Salta a la fama en el Abierto de Australia 2019, el cual juega gracias a una WC y dónde llegaría hasta 3a ronda tras derrotar a Paula Badosa y a Donna Vekic antes de caer con la alemana Angelique Kerber.

## Títulos de Grand Slam

### Dobles mixto

#### Finalista (1)
| Año  | Campeonato           | Pareja             | Oponentes en la final     | Resultado        |
| 2025 | Abierto de Australia | John-Patrick Smith | Olivia Gadecki John Peers | 6-3, 4-6, [6-10] |

## Títulos WTA (0; 0+0)

### Individual (0)
| Leyenda                                |
| -------------------------------------- |
| Grand Slam (0)                         |
| Juegos Olímpicos (0)                   |
| WTA Finals (0)                         |
| P. Mandatory & Premier 5, WTA 1000 (0) |
| Premier, WTA 500 (0)                   |
| International, WTA 250 (0)             |

#### Finalista (1)
| N.º | Fecha                 | Torneo | Superficie | Oponente en la final | Resultado |
| --- | --------------------- | ------ | ---------- | -------------------- | --------- |
| 1.  | 20 de octubre de 2024 | Osaka  | Dura       | Suzan Lamens         | 0-6, 4-6  |

### Dobles (0)
| Leyenda                                |
| -------------------------------------- |
| Grand Slam (0)                         |
| Juegos Olímpicos (0)                   |
| WTA Finals (0)                         |
| P. Mandatory & Premier 5, WTA 1000 (0) |
| Premier, WTA 500 (0)                   |
| International, WTA 250 (0)             |

#### Finalista (2)
| N.º | Fecha               | Torneos   | Superficie | Pareja             | Oponentes                            | Resultado        |
| --- | ------------------- | --------- | ---------- | ------------------ | ------------------------------------ | ---------------- |
| 1.  | 16 de enero de 2016 | Hobart    | Dura       | Jarmila Wolfe      | Xinyun Han Christina McHale          | 3-6, 0-6         |
| 2.  | 5 de marzo de 2023  | Monterrey | Dura       | Fernanda Contreras | Yuliana Lizarazo María Paulina Pérez | 3-6, 7-5, [5-10] |

## Títulos ITF

### Individual (6)
| Torneos de $100,000 |
| Torneos de $80,000  |
| Torneos de $60,000  |
| Torneos de $25,000  |
| Torneos de $15,000  |
| Torneos de $10,000  |

| N.º | Fecha                    | Torneo                  | Superficie | Oponentes        | Resultado     |
| --- | ------------------------ | ----------------------- | ---------- | ---------------- | ------------- |
| 1.  | 1 de octubre de 2017     | Brisbane, Australia     | Dura       | Asia Muhammad    | 4-6, 6-3, 6-2 |
| 2.  | 30 de septiembre de 2018 | Darwin, Australia       | Dura       | Ellen Perez      | 6-3, 6-3      |
| 3.  | 30 de octubre de 2022    | Playford, Australia     | Dura       | Maddison Inglis  | 3-6, 7-5, 6-4 |
| 4.  | 12 de febrero de 2023    | Orlando, Estados Unidos | Dura       | Rebecca Peterson | 6-3, 6-0      |
| 5.  | 9 de julio de 2023       | Cantanhede, Portugal    | Carpet     | Arina Rodionova  | 4-6, 6-3, 6-1 |
| 6.  | 12 de mayo de 2024       | Fukuoka, Japón          | Carpet     | Emina Bektas     | 6-2, 6-4      |

### Dobles (2)
| Torneos de $100,000 |
| Torneos de $75,000  |
| Torneos de $50,000  |
| Torneos de $25,000  |
| Torneos de $15,000  |
| Torneos de $10,000  |

| N.º | Fecha                    | Torneos                | Superficie | Pareja          | Oponentes                         | Resultado           |
| --- | ------------------------ | ---------------------- | ---------- | --------------- | --------------------------------- | ------------------- |
| 1.  | 28 de septiembre de 2015 | Tweed Heads, Australia | Dura       | Tammi Patterson | Dalma Gálfi Priscilla Hon         | 6–7(3), 6–3, [10–8] |
| 2.  | 28 de abril de 2024      | Tokio, Japón           | Dura       | Jang Su-jeong   | Aleksandra Krunić Arina Rodionova | 7–5, 3–6, [10–8]    |